# 분업화
분업(分業) 또는 분업화(division of labor)은 근대화의 과정에서 산업 및 경제분야에서 본격적인 시발점으로하는 '생산의 모든 과정을 여러 전문적인 부문으로 나누어 여러 사람이 분담하여 일을 완성하는 노동 형태'로 발전하여 온 근본적인 개념이다.
이러한 분업원리(分業原理)는 이후 사회 전반에 걸쳐 조직의 규모가 기술적으로 확대가능하게 되면서 업무의 내용 및 특성이 복잡해지므로, 조금 더 효율적으로 처리하기 위하여 생산 조직의 여러 업무과정을 종류 및 내용별로 나누어 분담하는 원리로 구체화되어왔다. 분업사회라는 용어가 생겨나기도 했다.
한편 분업에대한 체계적인 아이디어는 아담 스미스의 국부론에서 보이지 않는 손과 함께 거론된바 있다.

## 같이 보기
- 업무 분업 구조
- 셀프서비스
- DIY